# Joseph Cludts
Joseph Cludts   (1896 - valor desconegut) va ser un waterpolista i nedador belga que va competir durant la dècada de 1920.
El 1920 va prendre part en els Jocs Olímpics d'Anvers, on va disputar la prova de relleus 4x200 metres lliures del programa de natació. Quedà eliminat en sèries. Quatre anys més tard, als Jocs de París, va guanyar la medalla de plata en la competició de waterpolo.
Com a nedador guanyà 4 campionats nacionals en diferents distàncies.